# Maurizio Rava
Maurizio Rava (Milano, 31 gennaio 1878 – Roma, 22 gennaio 1941) è stato un militare e pittore italiano, governatore della Somalia italiana dal 1931 al 1935.

## Biografia
Di origini ebraiche, a Roma iniziò prima degli studi giuridici, per poi diplomarsi all'accademia di belle arti. Iniziò alcune esposizioni negli ultimi anni dell'Ottocento e si specializzò anche nell'arte della fotografia. Nei primi anni del Novecento, dopo aver effettuato numerosi viaggi in Africa ed in Asia, iniziò anche ad appassionarsi al tema del colonialismo.
Aderì negli anni '10 all'Associazione Nazionalista Italiana e si avvicinò a Luigi Federzoni. Nella grande guerra fu ferito e decorato varie volte, arrivando al grado di maggiore (in seguito anche colonnello della riserva) e contribuendo dal 1917 in maniera determinante anche alla sezione propagandistica del Regio Esercito.
Dopo la guerra nel 1919 fu tra i fondatori della sezione di Roma dei Fasci di combattimento e poco alla volta ottenne diversi incarichi nel Partito Nazionale Fascista, principalmente riguardanti gli affari coloniali: fu segretario generale e poi vicegovernatore per la Tripolitania dal 1927 al 1931, per poi arrivare ad essere governatore della Somalia italiana dal 1931 al 1935, prima che questa venisse fusa nell'Africa Orientale Italiana l'anno dopo. Durante questo periodo promosse un importante sviluppo dei territori da lui amministrati, anche con la collaborazione di suo figlio Carlo Enrico Rava (nato nel 1903 dalla moglie Enrica Canevari), ma senza riuscire a risolvere alcuni problemi cronici di quelle terre, tra cui la schiavitù.
Pubblicando nella seconda metà degli anni '30 varie opere e ricevendo vari encomi e diverse onorificenze italiane ed estere, fu uno dei soli cinque ebrei italiani salvati dagli effetti delle leggi razziali del 1938, venendo anzi promosso a generale di brigata nel marzo 1939 ed arruolandosi nella seconda guerra mondiale.
Morì a Roma all'inizio del 1941 in seguito alle ferite riportate in una delle battaglie dell'operazione Compass britannica.

## Opere
- Parole ai coloniali, Milano 1935
- Ingiustizia delle sanzioni: l’Italia stato aggredito, Roma 1936
- Il problema della mano d’opera in Somalia, Roma 1937
- Ovest etiopico: nei paesi del platino e dell’oro, Roma 1938
- Politica sociale verso gli indigeni e modi di collaborazione con essi, Roma 1938
- Diario di un secondo viaggio nell’ovest etiopico, Roma 1939